# Balaklavai csata
A balaklavai csata (1854. október 25.) a krími háború tragikus ütközete, amelyet az angol költő, A. Tennyson örökített meg A könnyűlovasság támadása című költeményében. Ahogy az oroszok előretörtek Balaklava kikötője felé, hogy elvágják a brit, a francia és a török csapatok utánpótlási vonalait, egy brit lovas hadosztályba ütköztek. Lord Raglan brit főparancsnok azt a parancsot küldte a Lord Cardigan által vezetett könnyűlovasságnak, hogy "Ne engedjék az ellenségnek elvinni a zsákmányolt ágyúkat!". Raglan nyilvánvalóan a balaklavai síkság feletti magaslatokon lévő orosz ágyúkra gondolt, de Cardigan félreértette, azt hitte, közvetlen támadást kell indítania a völgyben lévő orosz ágyúk ellen. A mindkét szárnyról és szemből is érkező ágyútűzben ő maga és néhány lovasa elérte ugyan az orosz vonalat, de nyomban vissza is kellett menekülniük; katonáinak csaknem fele, 673 fő esett el vagy sebesült meg.